# 김세나
김세나는 KBS의 보도본부 뉴스 독일어 통역사이다

## 학력
- 대일외국어고등학교 독일어과 졸업
- 한국외국어대학교 독어과 학사
- 한국외국어대학교 통번역대학원 한독과 석사

## 경력
- 현 KBS뉴스 독일어 동시통역사
- 정치/경제/법정 분야 전문 통번역

## 주요활동
- 한국외국어대학교 통역번역센터 연구원
- KBS 독일어 뉴스 동시통역(ZDF Heute등)
- 주요 국제회의 동시/순차통역
- 한국외국어대학교 통번역센터 연구원
- 서울중앙지방법원 및 서울고등법원 법정 통역사
- 번역 에이전시 엔터스코리아 출판기획 및 전문번역가

## 주요통역
- 정치계,스포츠계,경제계 주요인물 통역(슈뢰더 전 독일 총리, 메르켈 전 독일 총리, 히딩크 전 대한민국 축구 국가대표팀 감독, 이명박 전 대통령, 박근혜 전 대통령, 기타 자치 단체장 등)
- 주한독일대사관
- 한독상공회의소
- 서울중앙지방법원 법정 통역
- 경기지방법원 법정 통역

## 주요역서
- 슈테판 볼만, [생각하는 여자는 위험하다]
- 만프레드 슈피처, [디지털 치매]
- 파울 트룸머, [피자는 어떻게 세계를 정복했는가]
- 미카엘 크로게루스 로만 채펠러, [I am 아이 엠]
- 마렌 레키, [부하 직원이 당신을 따르지 않는 10가지 이유]
- 베른트 W. 클뢰크너, [부자 파파의 머니테크]
- 페트라 복, [내 마음은 답을 알고 있다]
- 배르벨 바르데츠키, [나는 유독 그 사람이 힘들다]
- 페르디난트 두덴회퍼, [누가 미래의 자동차를 지배할 것인가?]
- 제바스티안 스틸러, [알고리즘 행성 여행자들을 위한 안내서: 쇼핑부터 인공지능까지, 우리 삶을 움직이는 알고리즘에 관한 모든 것]
- 클레멘스 봄스도르프, [노르웨이처럼 투자하라] 등 다수